# Lijst van Hongaarse historische motorfietsmerken
Dit is een Lijst van Hongaarse historische motorfietsmerken, zonder eigen artikel.

## BMG
BMG is een historisch merk van motorfietsen. BMG stond voor: Budapesti Motor és Bérautoipari Kft, Boedapest (1939 - 1944). Dit was een Hongaarse fabriek die lichte motorfietsen maakte met eigen 98 cc motoren. Er was nog een merk met deze naam, zie BMG (Pomigliano D'Arco).

## Dorman
Dorman is een historisch motorfietsmerk, geproduceerd door Dorman Bros, Boedapest (1920 - 1937). Dit was een kleine Hongaarse fabriek die typisch Britse motorfietsen bouwde met 173- tot 499 cc inbouwmotoren van JAP, Villiers en MAG. Het bedrijf leverde ook vrachtwagen motoren aan Shefflex.

## Matra
Matra is een historisch motorfietsmerk, geproduceerd door Laszlo Urbach Motorradwerk, Boedapest (1938 - 1947). Hongaarse fabriek van de voormalige coureur Laszlo Urbach. Hij bouwde 98- en 198 cc tweetakten met blokken van Sachs en Ardie.